# 水島昇
水島昇（日语：／ Mizushima Noboru，1966年—），日本医学家、生物学家，皇后美智子的玄姪孫。曾任東京醫科牙科大學教授，現任東京大學教授。
水島教授曾於2013年與大隅良典、丹尼尔·克利昂斯基名列湯森路透引文桂冠獎，並名列講談社特刊「改變日本的天才」之一。

## 水島家族
水島昇的祖父水島三一郎曾是1962年、1964年諾貝爾化學獎候選人，父親水島裕是國會議員。父祖兩代皆為東京大學畢業生，父子兩人都是醫學部出身。
水島昇的祖母是上皇后美智子的姑姑，輩分上水島昇是上皇后的玄姪孫（日語稱謂「玄姪孫」是否與中文稱謂「從姪女」相對應？），屬於日本皇室的遠親，與德仁天皇、秋篠宮皇嗣親王具有血緣關係。水島昇的妹妹水島廣子是慶應義塾大學醫學博士，活躍於政治界。
水島昇曾與東工大教授大隅良典一同入選2013年湯森路透引文桂冠獎。大隅是水島三一郎的再傳弟子，也是水島昇的博士後老師。

## 主要成就
水島昇的研究橫跨醫學、生物學，是一名專長細胞生物學與生物化學的生物學者。水島以绿色荧光蛋白染色自噬体，对小鼠作基因工程研究，完成世界最初活體細胞內部自噬的可視化，使得不用电子显微镜观察细胞自噬成为可能。藉由水島的研究，人類得以發現自噬的生理機能與分子機制。由於相關論文被大量引用，因此名列湯森路透引文桂冠獎。

## 生平

### 早年經歷
1966年，水島昇出生於日本東京都新宿區。受到祖父與父親的影響，幼時的水島昇立志成為醫生與科學家。儘管最初的興趣在物理學，但在接觸分子生物學、生物化學之後，他開始考慮專攻生物學。他本來以理學部為升學目標，但在被父親告知醫學部可以研究生物學之後，1985年從武藏高等學校畢業的他，選擇考進東京醫科牙科大學（醫牙大）醫學部。
1991年大學畢業後，水島昇留校攻讀醫學研究科。其後，進行免疫學研究的他，決定專注於免疫細胞間的溝通與細胞內部現象。1996年完成博士課程，取得醫牙大醫學博士學位。

### 職業生涯
博士班畢業後，在博士後研究員階段成為日本學術振興會的特別研究員。當時的水島讀到基礎生物學研究所教授大隅良典關於自噬研究的論文，深受影響，因此申請加入大隅研究室。1998年開始在基礎生物學研究所兼職。1999年專職擔任科學技術振興事業團的「魄力21」研究員。2002年擔任基礎生物學研究所助手。2004年擔任東京都臨床醫學綜合研究所代謝控制研究部門的室長。
2006年回到母校東京醫科牙科大學擔任醫牙學綜合研究科教授，講授細胞生理學。2012年轉任東京大學，擔任醫學系研究科教授。
水島從屬的學術團體包括：日本細胞生物學會、日本生化学会、日本分子生物學會等。並班任日本細胞生物學會的評議委員與、日本生化學會的評議員與常務理事、日本分子生物學會的理事職務。

## 榮譽

### 日本勋章奖章
- 紫绶褒章（2021年4月29日[12]）

### 奖项
- 2001年：日本生化學會獎勵獎
- 2005年：日本分子生物學會三菱化學獎勵獎
- 2006年：文部科學大臣表彰青年科學家獎
- 2007年：FEBS Letters青年科學家獎
- 2008年：日本學術振興會獎
- 2008年：塚原仲晃記念獎
- 2009年：井上學術獎
- 2010年：日本生化學會柿内三郎記念獎
- 2011年：武田醫學獎
- 2013年：湯森路透引文桂冠獎
- 2016年：上原獎[13]

## 軼事
業餘興趣是音樂，小學時代曾學習鋼琴，中學、高中時代參加英式銅管樂隊，大學時代吹奏雙簧管。最喜歡的運動是網球。

## 外部連結
- Mizushima Family's Server （页面存档备份，存于）